# Joel Robles
Joel Robles Blázquez (Getafe, España, 17 de junio de 1990) es un futbolista español. Juega de portero y su equipo es el G. D. Estoril Praia de la Primeira Liga.
Se formó en las categorías inferiores del Atlético de Madrid con quien consiguió la Liga Europa en 2010 y las Supercopas de Europa de 2010 y 2012. Jugó cedido en el Wigan Athletic consiguiendo la FA Cup en 2013.
Ha sido internacional con la selección española sub-21 con la que consiguió el Europeo sub-21 en 2013.

## Trayectoria

### Inicios
Joel empezó jugando en las categorías alevines de Getafe, ciudad donde nació, hasta el año 2002. Ese año se incorporó a la cantera del Atlético de Madrid, donde empezó en la categoría de infantil. En un partido de la temporada 2005-06, cuando jugaba con el juvenil, marcó un gol y paró dos penaltis, sin embargo, el Atlético no ganó.
Joel jugó en el Atlético de Madrid B durante la temporada 2009-10 disputando 28 partidos. Firmó su contrato profesional con el Atlético en diciembre de 2009 cuando militaba en el filial. Fue seguido por el Sevilla FC, el Tottenham Hotspur y la Fiorentina pero decidió quedarse en el equipo colchonero.
Debutó con el primer equipo el 8 de mayo de 2010 contra el Sporting de Gijón, sustituyendo a Sergio Asenjo, lesionado de gravedad al poco de comenzar el partido.

### Atlético de Madrid

#### Primer equipo
La temporada siguiente, el 21 de octubre de 2010, debutó en la Liga Europa en el partido contra el Rosenborg en el Estadio Vicente Calderón, finalizando el partido con una victoria tres a cero. El 10 de noviembre jugó su primer partido de Copa del Rey en el empate a uno frente al Universidad de Las Palmas correspondiente a la vuelta de los dieciseisavos de final. El Atlético de Madrid se clasificó para cuartos de final por un global en la eliminatoria de seis a uno. En la temporada 2011-12 empezó siendo titular en las rondas previas de la Liga Europa, en los dos partidos ante el Strømsgodset IF y en la ida ante el Vitória de Guimarães, donde solo encajó un gol. En la vuelta de esa eliminatoria, Goyo Manzano hizo debutar a Thibaut Courtois que le arrebató la titularidad.

#### Rayo Vallecano
Ante la titularidad de Courtois y la recuperación de su lesión por parte de Sergio Asenjo, el 30 de enero de 2012 se anunció su cesión hasta final de temporada al Rayo Vallecano con el objetivo de cubrir la baja de Daniel Giménez en la portería vallecana. El 5 de febrero debutó con su nuevo club en el partido de Liga frente al Real Zaragoza que finalizó con una victoria del Rayo por uno a dos.

#### Vuelta a la suplencia
Una vez finalizó su cesión en el Rayo Vallecano en la temporada 2012-13 regresó al Atlético de Madrid. El 31 de agosto de 2012 consiguió su segunda Supercopa de Europa al vencer al Chelsea, campeón de la Liga de Campeones, por cuatro goles a uno.

#### Inglaterra
Tras no ser tenido en cuenta por Diego Pablo Simeone en la primera parte de la temporada 2012-13 fue cedido al Wigan Athletic de la Premier League en el mercado de invierno hasta el fin de la temporada.
Hizo su debut con el Wigan el 26 de enero de 2013 jugando frente al Macclesfield Town en la cuarta ronda de la FA Cup. El 17 de marzo debutó en la Premier League en la victoria por dos a uno ante el Newcastle en la jornada trigésima.
El 11 de mayo ganó la FA Cup con el Wigan, siendo titular en la final frente al Manchester City. Pese al éxito en la FA Cup, en la Premier League el equipo terminó descendiendo de categoría. 
Tras finalizar su cesión en el Wigan regresó al Atlético de Madrid aunque el 9 de julio de 2013 fue traspasado al Everton Football Club de Inglaterra a petición del técnico Roberto Martínez que lo había entrenado mientras jugaba en el Wigan. Debutó con el club inglés el 28 de agosto en el partido de la Copa de la Liga frente al Stevenage. El Everton consiguió la victoria por dos a uno en la prórroga y se clasificó para la tercera ronda de la competición.
En su primera temporada en el club inglés, Joel fue elegido para disputar las competiciones coperas jugando solo en liga el 26 de diciembre tras la expulsión de Howard y en la jornada siguiente al estar éste sancionado. En la Copa de la Liga fue eliminado en tercera ronda tras perder dos a uno frente al Fulham y en la FA Cup cayó en cuartos de final por cuatro a uno ante el Arsenal.

### Betis
Tras su paso por Inglaterra, el 5 de julio de 2018 se hizo oficial el regreso a España para jugar en el Real Betis Balompié. Estuvo cuatro años en el club, ganando la Copa del Rey en el último de ellos.

### Vuelta a Inglaterra, Arabia Saudita y Portugal
El 9 de agosto de 2022 se confirmó su vuelta al fútbol inglés tras haber firmado con el Leeds United F. C. por una temporada. Quedó libre al final de la misma, aunque fue invitado a incorporarse a la pretemporada.
Estuvo algo más de dos semanas sin equipo hasta que a mediados de julio firmó por el Al-Qadisiyah F. C., equipo que en ese momento competía en la segunda categoría del fútbol saudí. Disputó 34 partidos, en quince de los cuales no encajó gol, y ayudó a conseguir el ascenso a la Liga Profesional Saudí.
El 31 de julio de 2024 se hizo oficial su incorporación al G. D. Estoril Praia portugués con un contrato por dos años.

## Selección nacional
Joel ha sido internacional sub-17, sub-21 y sub-23. 
Debutó con la sub-21 el 24 de marzo de 2011 en un amistoso ante Francia entrando en el minuto 46 sustituyendo a Diego Mariño.
El 27 de febrero de 2012 recibió la citación para los partidos de preparación de la selección sub-23 para los Juegos Olímpicos de Londres 2012 ante las molestias que presentaba David de Gea y debutó con ésta el 28 de febrero en el minuto 46 sustituyendo, de nuevo, a Diego Mariño en el partido amistoso ante Egipto que finalizó con una victoria por tres a uno. El 3 de julio fue convocado en la lista previa de 22 jugadores aunque finalmente se quedaría fuera de la lista definitiva.
Durante el verano de 2013 fue convocado para participar en la Eurocopa Sub-21 que se disputó en Israel. Pese a no disputar ningún partido ante la titularidad de De Gea, el 18 de junio de 2013 se convirtió en campeón de Europa al vencer España en la final a Italia.

## Estadísticas
Actualizado al último partido disputado el 25 de agosto de 2022.
| Club | Div.          | Temporada     | Liga  | Liga     | Liga | Copas nacionales(1) | Copas nacionales(1) | Copas nacionales(1) | Torneos internacionales(2) | Torneos internacionales(2) | Torneos internacionales(2) | Total | Total    | Total | Media encajada |
| Club | Div.          | Temporada     | Part. | Goles(3) | VI   | Part.               | Goles(3)            | VI                  | Part.                      | Goles(3)                   | VI                         | Part. | Goles(3) | VI    | Media encajada |
| --- | ------------- | ------------- | ----- | -------- | ---- | ------------------- | ------------------- | ------------------- | -------------------------- | -------------------------- | -------------------------- | ----- | -------- | ----- | -------------- |
| Atlético de Madrid · España | 1.ª           | 2009-10       | 2     | 4        | 0    | —                   | —                   | —                   | —                          | —                          | —                          | 2     | 4        | 0     | 2              |
| Atlético de Madrid · España | 1.ª           | 2010-11       | —     | —        | —    | 1                   | 1                   | 0                   | 1                          | 0                          | 1                          | 2     | 1        | 1     | 0.5            |
| Atlético de Madrid · España | 1.ª           | 2011-12       | —     | —        | —    | —                   | —                   | —                   | 3                          | 1                          | 2                          | 3     | 1        | 2     | 0.33           |
| Atlético de Madrid · España | Total club    | Total club    | 2     | 4        | 0    | 1                   | 1                   | 0                   | 4                          | 1                          | 3                          | 7     | 6        | 3     | 0.86           |
| Rayo Vallecano · España | 1.ª           | 2011-12       | 13    | 28       | 3    | —                   | —                   | —                   | —                          | —                          | —                          | 13    | 28       | 3     | 2.15           |
| Rayo Vallecano · España | Total club    | Total club    | 13    | 28       | 3    | —                   | —                   | —                   | —                          | —                          | —                          | 13    | 28       | 3     | 2.15           |
| Wigan Athletic F. C. Inglaterra | 1.ª           | 2012-13       | 9     | 16       | 1    | 4                   | 1                   | 3                   | —                          | —                          | —                          | 13    | 17       | 4     | 1.31           |
| Wigan Athletic F. C. Inglaterra | Total club    | Total club    | 9     | 16       | 1    | 4                   | 1                   | 3                   | —                          | —                          | —                          | 13    | 17       | 4     | 1.31           |
| Everton F. C. Inglaterra | 1.ª           | 2013-14       | 2     | 2        | 0    | 6                   | 8                   | 2                   | —                          | —                          | —                          | 8     | 10       | 2     | 1.25           |
| Everton F. C. Inglaterra | 1.ª           | 2014-15       | 7     | 6        | 4    | 2                   | 3                   | 0                   | 1                          | 1                          | 0                          | 10    | 10       | 4     | 1              |
| Everton F. C. Inglaterra | 1.ª           | 2015-16       | 13    | 20       | 3    | 11                  | 11                  | 5                   | —                          | —                          | —                          | 24    | 31       | 8     | 1.29           |
| Everton F. C. Inglaterra | 1.ª           | 2016-17       | 20    | 20       | 10   | 1                   | 2                   | 0                   | —                          | —                          | —                          | 21    | 22       | 10    | 1.05           |
| Everton F. C. Inglaterra | 1.ª           | 2017-18       | —     | —        | —    | —                   | —                   | —                   | 2                          | 5                          | 1                          | 2     | 5        | 1     | 2.5            |
| Everton F. C. Inglaterra | Total club    | Total club    | 42    | 48       | 17   | 20                  | 24                  | 7                   | 3                          | 6                          | 1                          | 65    | 82       | 25    | 1.26           |
| Real Betis Balompié · España | 1.ª           | 2018-19       | 5     | 5        | 1    | 8                   | 7                   | 3                   | 6                          | 6                          | 4                          | 19    | 18       | 8     | 0.95           |
| Real Betis Balompié · España | 1.ª           | 2019-20       | 33    | 48       | 6    | 1                   | 0                   | 1                   | —                          | —                          | —                          | 34    | 48       | 7     | 1.41           |
| Real Betis Balompié · España | 1.ª           | 2020-21       | 18    | 25       | 6    | 4                   | 3                   | 1                   | —                          | —                          | —                          | 22    | 28       | 7     | 1.27           |
| Real Betis Balompié · España | 1.ª           | 2021-22       | 0     | 0        | 0    | 3                   | 2                   | 2                   | —                          | —                          | —                          | 3     | 2        | 2     | 0.67           |
| Real Betis Balompié · España | Total club    | Total club    | 56    | 78       | 13   | 16                  | 12                  | 7                   | 6                          | 6                          | 4                          | 78    | 96       | 24    | 1.23           |
| Leeds United Inglaterra | 1.ª           | 2022-23       | 4     | 11       | 0    | 2                   | 3                   | 0                   | —                          | —                          | —                          | 6     | 14       | 0     | 2.33           |
| Leeds United Inglaterra | Total club    | Total club    | 4     | 11       | 0    | 2                   | 3                   | 0                   | 0                          | 0                          | 0                          | 6     | 14       | 0     | 2.33           |
| Al-Qadisiyah Arabia Saudita | 2.ª           | 2023-24       | 33    | 29       | 15   | 1                   | 2                   | 0                   | —                          | —                          | —                          | 34    | 31       | 15    | 0.91           |
| Al-Qadisiyah Arabia Saudita | Total club    | Total club    | 33    | 29       | 15   | 1                   | 2                   | 0                   | 0                          | 0                          | 0                          | 34    | 31       | 15    | 0.91           |
| G. D. Estoril Praia Portugal | 1.ª           | 2024-25       | 2     | 1        | 1    | 0                   | 0                   | 0                   | —                          | —                          | —                          | 2     | 1        | 1     | 0.5            |
| G. D. Estoril Praia Portugal | Total club    | Total club    | 2     | 1        | 1    | 0                   | 0                   | 0                   | 0                          | 0                          | 0                          | 2     | 1        | 1     | 0.5            |
| Total carrera | Total carrera | Total carrera | 159   | 210      | 49   | 44                  | 43                  | 17                  | 13                         | 13                         | 8                          | 216   | 285      | 74    | 1.32           |
| (1) Incluye datos de Copa del Rey; FA Cup; Copa de la Liga. (2) Incluye datos de Liga Europa de la UEFA. (3)Los goles indicados en la tabla se refiere a goles encajados. |               |               |       |          |      |                     |                     |                     |                            |                            |                            |       |          |       |                |

## Palmarés

### Títulos nacionales
| Título        | Club                 | País           | Año  |
| ------------- | -------------------- | -------------- | ---- |
| FA Cup        | Wigan Athletic F. C. | Inglaterra     | 2013 |
| Copa del Rey  | Real Betis Balompié  | España         | 2022 |
| Liga de Yello | Al-Qadisiyah F. C.   | Arabia Saudita | 2024 |

### Títulos internacionales
| Título                 | Club (*)           | Sede     | Año  |
| ---------------------- | ------------------ | -------- | ---- |
| Liga Europa de la UEFA | Atlético de Madrid | Hamburgo | 2010 |
| Supercopa de Europa    | Atlético de Madrid | Mónaco   | 2010 |
| Supercopa de Europa    | Atlético de Madrid | Mónaco   | 2012 |
| Eurocopa Sub-21        | Selección española | Israel   | 2013 |

(*) Incluyendo la selección.

### Distinciones individuales
| Distinción                               | Año  |
| ---------------------------------------- | ---- |
| Premio portero de bronce de Fútbol Draft | 2011 |